# Zuid-Afrikaanse pond
Het Zuid-Afrikaanse pond was de munteenheid van de Unie van Zuid-Afrika van 1910 tot 1961, toen de onafhankelijke republiek Zuid-Afrika werd uitgeroepen en de Zuid-Afrikaanse rand het Zuid-Afrikaanse pond verving. 